# Estate a Staten Island
Estate a Staten Island (Staten Island Summer) è un film del 2015 diretto da Rhys Thomas.

## Trama
Dopo aver conseguito il diploma, gli amici Danny e Frank trascorrono l'estate lavorando come bagnini.

## Produzione
Il 28 agosto 2013 John DeLuca si è aggiunto al cast del film, mentre il 18 settembre 2013 è stata la volta di Gina Gershon. Le riprese del film sono iniziate nell'agosto del 2013.

## Distribuzione
Il film è stato distribuito per il download digitale il 30 giugno 2015. Il film è stato distribuito il 31 luglio 2015 su Netflix.